# Dornier Do 11
Dornier Do 11 – niemiecki średni samolot bombowy produkowany przez wytwórnię lotniczą Dornier Flugzeugwerke GmbH we wczesnych latach 30. XX wieku. Miał stanowić podstawowy sprzęt jednostek bombowych Luftwaffe, jednak niedoskonałość konstrukcji spowodowała, że był produkowany w krótkiej serii i szybko zastąpiony nowocześniejszymi maszynami.

## Historia
Dornier Do 11 powstał w szwajcarskiej filii zakładów Dornier w 1932 roku jako Dornier F, wersja rozwojowa czterosilnikowego Dornier Do P z 1930 i trójsilnikowego Dornier Do Y z 1931 roku. W odróżnieniu od poprzedników napędzany był dwoma silnikami Siemens Sh 22 (licencyjne brytyjskie Bristol Jupiter). Po zaprezentowaniu konstrukcji przedstawicielom niemieckiego Ministerstwa Obrony (Reichswehrministerium) wytwórnia otrzymała zamówienie na serię maszyn pod oznaczeniem Do 11. Pierwsze z nich zostały wyprodukowane pod koniec 1933 roku.
Ponieważ Niemcy wciąż obowiązywały ograniczenia traktatu wersalskiego, nowy bombowiec był oficjalnie przedstawiany jako samolot transportowy, używany przez Lufthansę i Niemieckie Koleje Państwowe do przewozów dalekodystansowych. Dzięki temu przyszli piloci bombowi Luftwaffe mieli możliwość odbywania lotów szkoleniowych. Całość wyposażenia bojowego: wyrzutniki bombowe, stanowiska strzeleckie i bombardierskie, była zmagazynowana i mogła posłużyć do szybkiej przeróbki samolotów na pełnosprawne bombowce.
W trakcie służby ujawniło się wiele usterek płatowca, przede wszystkim drgania konstrukcji skrzydeł i problemy z chowanym podwoziem. Aby temu zaradzić, wytwórnia Dornier przygotowała kolejne wersje samolotu. Ostateczną był Dornier Do 11D, ze wzmocnionymi końcówkami skrzydeł. Poprawną wersją rozwojową Do 11 miał być samolot Dornier Do 13 (nazwę zmieniono później ze względów psychologicznych na Do 23), którego konstrukcja powielała jednak wiele wad poprzednika.
Dornier Do 11 pozostawał w służbie liniowej do 1935 roku, następnie był jeszcze przez pewien czas wykorzystywany w szkołach lotniczych i jednostkach transportowych. W 1937 roku dwanaście z wycofywanych maszyn zostało zakupionych przez lotnictwo wojskowe Bułgarii.

## Konstrukcja
Dwusilnikowy samolot w układzie zastrzałowego górnopłata. Skrzydło dwuczęściowe o eliptycznej krawędzi natarcia. W przedniej części pokryte metalem, dalej płótnem. Wsparte parą zastrzałów, wyposażone w lotki. Kadłub o przekroju prostokątnym i konstrukcji metalowej. Mieścił miejsca dla pilota, radiooperatora i dwóch strzelców. Podwozie stałe z kółkiem ogonowym, koła główne osłonięte owiewkami i wsparte zastrzałami. Napęd stanowiły dwa dziewięciocylindrowe silniki gwiazdowe chłodzone powietrzem Siemens Sh 22B-2 o mocy 2 × 600 KM osłonięte pierścieniem Townenda.